# Chlorops sahlbergii
Chlorops sahlbergii är en tvåvingeart som beskrevs av Friedrich Hermann Loew 1863. Chlorops sahlbergii ingår i släktet Chlorops och familjen fritflugor.
Artens utbredningsområde är Alaska. Inga underarter finns listade i Catalogue of Life.